# الضريحان الرومانيان
الضريحان الرومانيان هو معلم أثري تونسي مصنف من قبل المعهد الوطني للتراث يقع في ولاية سليانة في الشمال الغربي التونسي، تحديدا في مدينة هنشير السهيلي تم تصنيف المعلم في يوم 6 يناير 1901.

## مقالات ذات صلة
- قائمة المعالم الأثرية المصنفة في تونس